# PaRappa the Rapper
PaRappa the Rapper este un joc de ritm⁠(d) dezvoltat de NanaOn-Sha⁠(d) și publicat de Sony Computer Entertainment pentru sistemul PlayStation. A fost lansat original în Japonia pe 6 decembire 1996 și mondial pe 17 ianuarie 1997.
Parappa the Rapper a fost aclamat de critici, care au apreciat muzica, povestea și gameplay⁠(d)-ul jocului.